# Koumra
Koumra (arabisch قمرة, DMG Qumra) ist eine Stadt im Süden des Tschad. Es ist die Hauptstadt der Provinz Mandoul sowie des Départments Mandoul Oriental.
Koumra hat 47.950 Einwohner (Stand 2012) und ist damit die sechstgrößte Stadt des Tschad.